# Une canne à pêche pour mon grand-père
Une canne à pêche pour mon grand-père est un recueil de nouvelles de Gao Xingjian publié en 1989, traduit en français  par Noël Dutrait et publié aux éditions de l'Aube en 1997.

## Nouvelles
Le recueil est composé des six nouvelles suivantes :
- Le Temple (1983)
- L'Accident (1985)
- La Crampe
- Dans un parc (1985)
- Une canne à pêche pour mon grand-père (1986)
- Instantanés (1991)

## Éditions
- Une canne à pêche pour mon grand-père, éditions de l'Aube, 1997  (ISBN 287678324X).